# Anna Jasińska (biolog)
Anna Jasińska – polska genetyk, biolog i biochemik, pracownik naukowy w Zakładzie Genetyki Molekularnej Instytutu Chemii Bioorganicznej PAN w Poznaniu oraz w Semel Institute for Neuroscience and Human Behavior na Uniwersytecie Kalifornijskim w Los Angeles. Specjalizuje się w biochemii, genetyce człowieka i genomice.

## Życiorys
W 2001 r. obroniła rozprawę doktorską pt.Badania polimorfizmu genów BRCA1 i BRCA2 w aspekcie jego związku z ryzykiem raka piersi, którą wykonała w Instytucie Chemii Bioorganicznej PAN pod kierunkiem prof. Włodzimierza Krzyżosiaka. Stopień doktora habilitowanego nauk biologicznych uzyskała w 2011 r. na Wydziale Biologii UAM na podstawie pracy pt. Identyfikacja loci genetycznych związanych z cechami neuropsychicznymi z zastosowaniem mapowania genetycznego i metod genomiki funkcjonalnej.